# Устье (Дятловский район)
У́стье (бел. Вусце) — деревня в Жуковщинском сельсовете Дятловского района Гродненской области Белоруссии. По переписи населения 2009 года в Устье проживало 40 человек.

## Этимология
Название деревни представляет собой термин: устье — конечный участок реки, место её впадения в другой водоём. Деревня находится у впадения реки Промши в Молчадь.

## География
Устье расположено в 14 км к северу от Дятлово, 133 км от Гродно, 22 км от железнодорожной станции Новоельня.

## История
В 1878 году Устье — деревня в Дятловской волости Слонимского уезда Гродненской губернии (30 дворов). В 1880 году в Устье проживало 211 человек.
В 1905 году Устье — деревня тех же волости, уезда и губернии (330 жителей).
В 1921—1939 годах Устье находилось в составе межвоенной Польской Республики. В 1923 году в Устье насчитывалось 50 хозяйств, проживало 271 человек. В сентябре 1939 года Устье вошло в состав БССР.
В 1996 году Устье входило в состав колхоза «1-е Мая». В деревне насчитывалось 64 хозяйства, проживало 116 человек.